# Dzień Jedności Niemiec
Dzień Jedności Niemiec (niem. Tag der Deutschen Einheit) – niemieckie święto państwowe obchodzone 3 października w rocznicę zjednoczenia Niemiec w 1990. To właśnie wtedy Niemiecka Republika Demokratyczna (NRD) po 41 latach podziału połączyła się z Republiką Federalną Niemiec (RFN), tworząc jedno, zjednoczone państwo, jakie znamy dziś. Na podstawie umowy zjednoczenia Niemiec jest to święto federalne oraz dniem wolnym od pracy. Nazwa święta upamiętnia nie zjednoczenie, a jedność Niemców.
Po zjednoczeniu rozważano różne daty święta upamiętniającego to zdarzenie. Dzień upadku Muru Berlińskiego 9 listopada 1989 zbiega się z dniem proklamacji Republiki Weimarskiej w 1918 i upadkiem pierwszego przewrotu Hitlera w 1923. Ponieważ jest to również dzień pierwszego wielkiego pogromu Żydów w 1938 (nocy kryształowej), uznano, że nie jest to dobra data na święto państwowe. Natomiast 3 października 1990 roku w Berlinie podpisano traktat zjednoczeniowy, na mocy którego NRD zrzekła się swojej suwerenności i dołączyła do RFN, finalizując proces zjednoczenia Niemiec. Proces ten rozpoczął się od demonstracji w Lipsku 4 września 1989 roku, a jego symbolicznym momentem był upadek muru berlińskiego 9 listopada.
W Republice Federalnej Niemiec „Dzień Jedności Niemiec” obchodzono pierwotnie 17 czerwca, aby upamiętnić powstanie w NRD z 1953 roku, które zostało brutalnie stłumione przez policję i armię radziecką. Natomiast 7 października 1949 roku NRD celebrowała swój dzień założenia, znany jako „Dzień Republiki”.